# Кутлвашр, Карел
Карел Кутлвашр (чеш. Karel Kutlvašr; 27 января 1895 года, Михаловице, Королевство Богемия, Австро-Венгерская империя — 2 октября 1961 года, Прага, Чехословацкая Социалистическая Республика) — чехословацкий военачальник, участник Первой мировой войны и Гражданской войны в России, один из офицеров Чехословацких легионов. Командовал Пражским восстанием в мае 1945 года, после февральских событий 1948 года стал жертвой политических преследований со стороны коммунистического режима.

## Биография

### Юность
Родился 27 января 1895 года в деревне Михаловице у Дойчброда. Карел был шестым ребенком в семье местного крестьянина Йосефа Кутлвашра. В 1911 году окончил двухгодичную школу коммерции в Немецком Броде. После этого он устроился на предприятие фирмы «Jenč» в Гумполце. В начале 1913 года переехал в Киев, где стал сотрудником компании «Vielwart a Dědina», которая занималась импортом сельскохозяйственной техники в Российскую империю.  

### Первая мировая война
18 августа 1914 года вместе со своим старшим братом Франтишеком присоединился к недавно созданной «Чешской дружине». Через три дня был призван в армию, а 28 сентября 1914 года принёс торжественную присягу. 9 октября в рядах 2-й роты был отправлен на фронт. Участвовал в разведывательной деятельности на передовой и в тылу противника. Неоднократно повышался в звании. 8 июня 1916 года был произведён в прапорщики и был назначен командиром полроты недавно сформированной 2-й роты 1-й стрелкового полка Святого Вацлава Чехословацкого корпуса. 13 января 1917 года был произведён в младшие лейтенанты. В мае был назначен временным командиром 4 роты с которой принял участие в Зборовском сражении. Был ранен в сражении, а его старший брат погиб. Пережив отступление из Тарнополя, с 1 августа 1917 года по 28 января 1918 года проходил курс командиров батальонов при 1-й чехословацкой стрелковой дивизии в Житомире. 

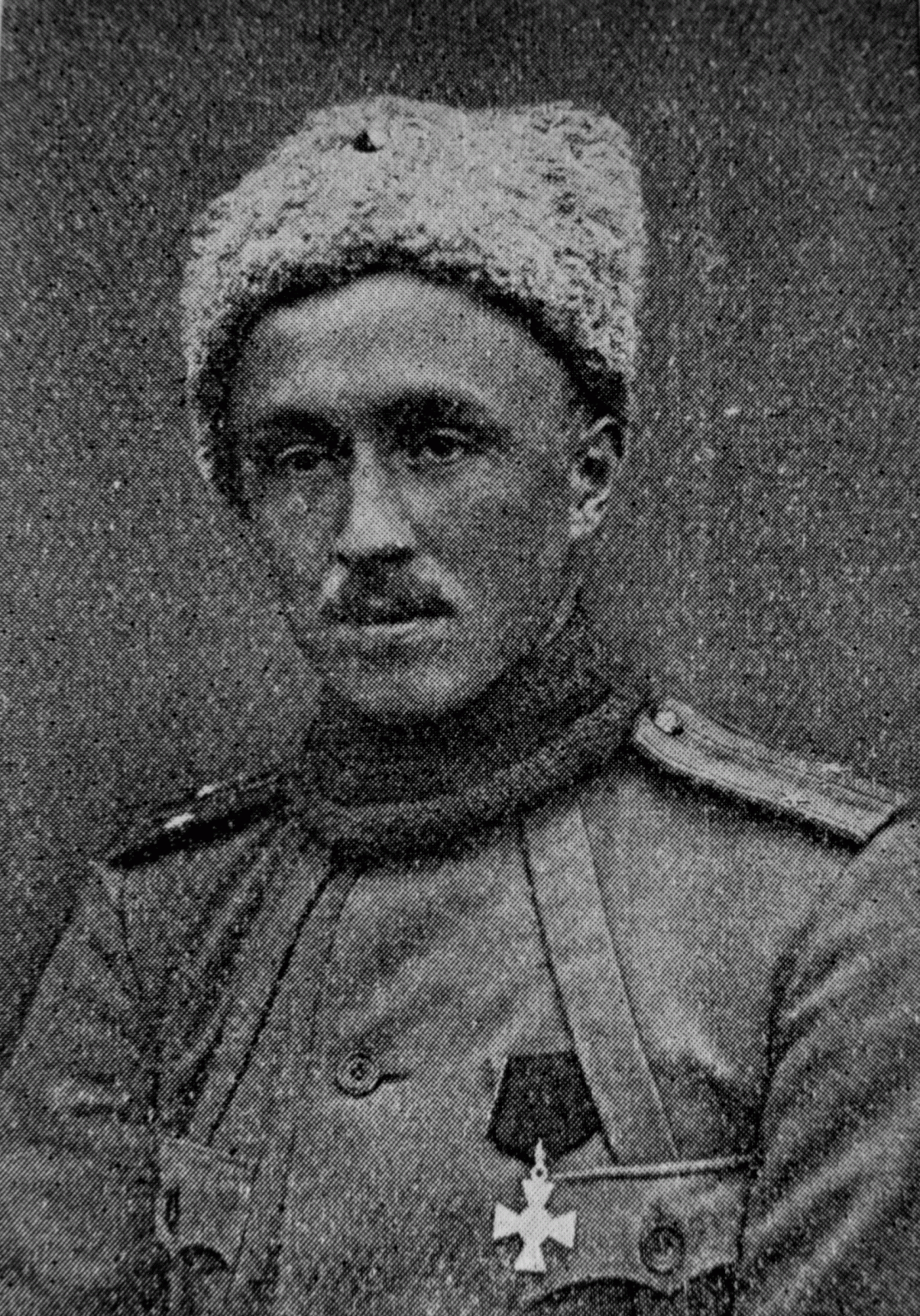
Карел Кутлвашер в звании младшего лейтенанта

### Гражданская война в России
После начал Гражданской войны в России возвращается к командованию 4-й роты и принимает участие в боях у Пензы, Самары и Бугульмы с большевиками. 19 июля 1918 года получил под командование 3-й батальон 1-го стрелкового полка Яна Гуса, с которым участвовал в сражениях за Симбирск и Казань. Был ранен под Казанью, а также здесь получил прозвище «Kultivátor». В октябре становится капитаном и помощником полковника Йосефа Иржи Швеца. 25 октября полковник совершил самоубийство, после чего Култвашр становится временным командиром 1-го стрелкового полка. Под его командованием полк, весной 1919 года, охранял часть захваченной Транссибирской магистрали, конкретно участок «Клюквенная» — «Тайшет». В конце февраля, указом военного министра Чехословакии генерала Милана Растислава Штефаника, был повышен до звания подполковника и был назначен постоянным командиром 1-го стрелкового полка. До июня командовал обороной участка трассы Красноярск — Черемхово. С июля по ноябрь 1919 года был командиром остатков бывшего 28-го стрелкового полка в Иркутске. В ноябре со своими подразделениями начал отступление во Владивосток, который покинул 9 декабря 1919 года на японском корабле «Yonan Maru». В России познакомился с Елизаветой Яковлевой, на которой позднее женился.

### Межвоенное время
1 февраля 1920 года прибыл в Чехословакию. Где стал командующим «русских войск» (легионов) на родине вплоть до их реорганизации в действующие подразделения Чехословацкой армии. Остался на военной службе, стал командиром 1-го пехотного полка в Ческе-Будеёвице. Проходил различные курсы для высокопоставленных офицеров Генерального штаба (полковников и генералов) в Чехословакии и во Франции. В июле 1923 получил звание полковника. С декабря 1923 года по август 1931 года был командующим 2-й пехотной бригады в Хомутове. 1 мая 1928 года, в возрасте 33 лет, был произведён в бригадные генералы, став тем самым молодым бригадным генералом в Чехословацкой армии. С 1931 по 1934 год занимал пост руководителя пехотного училища в Миловице. 
С 1935 года стал командующим 4-й дивизии в Градце-Кралове. Во время всеобщей мобилизации в сентябре 1938 года на фоне Судетского кризиса, принял командование над «Пограничной зоной 35» (в состав которой входила его дивизия), целью которой была оборона оборонительных сооружений в Орлицких горах, штаб находился в городе Вамберк. Оставался на посту командующего 4-й дивизии после падения Первой республики и образования Второй. Был уволен с военной службы уже после образования Протектората Богемии и Моравии, в конце июня 1939 года.

### Вторая мировая война
В октябре 1939 года стал высокопоставленным административным сотрудником пражского магистрата, а именно Масариковых домов в Крчи (часть современного административного района Прага 4). Проработал там до 31 марта 1941 года, после чего на следующий день был освобожден от действительной службы и вышел на пенсию. Одновременно с этим принимал участие в движении Сопротивления. После оккупации страны в марте 1939 года вступил в «Защиту нации», однако после серии арестов со стороны немецких властей, потерял связь в остальными группами в 1940 году. Финансово поддерживал семьи арестованных и казнённых. Восстановил связь с остатками групп сопротивления летом 1944 года. Начал сотрудничать с подполковником Генерального штаба Франтишеком «Бартошем» Бюргером и дивизионным генералом Франтишеком «Алекс» Слунечком. В конце апреля стал командующим военного командования Большой Праги «Бартош». Во время Пражского восстания руководил освобождением и обороной города от Вермахта. Вечером 8 мая комендант Праги генерал Рудольф Туссен подписал выдвинутый Кутлвашером протокол о прекращении боевых действий и выводе немецких войск из Праги.

### После войны
До 28 мая 1945 года, оставался на посту командующего всех военных подразделений Чехословакии в городе, после чего был переведён командовать 5-м корпусом в Брно. Через три дня посол СССР в Чехословакии Валериан Зорин передал ноту правительству Чехословакии, в которой было высказано требование об увольнении Кутлвашера. Причиной стали переговоры Култвашера с немецким командованием и последующее подписание протокола Туссеном, которое позволило немецким войскам покинуть город и сдаться в американский плен. В августе 1945 года Кутлвашер был отправлен в отпуск, во время которого решалась его судьба на службе. Вернулся на службу только в феврале 1946 года, после вмешательства президента Эдварда Бенеша, став командующим 3-го корпуса в Пльзени. Был также повышен в звании до дивизионного генерала. 
Вскоре после февральского коммунистического переворота в стране, 8 марта 1948 года был отправлен в отпуск, а 1 июня был отправлен на пенсию. 18 декабря 1948 года был арестован в связи с сфабрикованным делом о подпольной группе «Правда побеждает» (чеш. Pravda vítězí). 16 мая 1949 года был приговорён к пожизненному заключению за государственную измену и был разжалован в рядовые. Находился в заключении в тюрьме Мирова и тюрьме Леопольдова. Среди его товарищей по заключению был немецкий генерал Рудольф Туссен, командующий в Праге в 1945 году и противник по боям во время Пражского восстания, а также коммунист Йозеф Смрковский, один из руководителей восстания и участник переговоров, на котором было достигнуто соглашение о капитуляции немецких сил.

### Освобождение и смерть
Был освобождён 10 мая 1960 года по амнистии, объявленной президентом Антонином Новотным в связи с «достижением социализма» и принятия новой конституции. Вернулся из тюрьмы с подорванным здоровьем. После освобождения из тюрьмы он жил со своей женой до самой смерти в пражском районе Вршовице, по адресу Рыбалкова, 69. Поскольку ему была назначена пенсия по старости всего в 230 чехословацких крон в месяц, тот стал работать охранником манежа Пражского Града, а затем, когда ему пришлось уйти оттуда, устроился ночным привратником на пивоварню в пражском районе Нусле.
Скоропостижно скончался во время медицинского обследования, 2 октября 1961 года в больнице в Мотоле в кабинете доктора Эндта, с отцом которого Кутлвашр сражался вместе с в чехословацком легионе в России.

## Реабилитация и память
В 1968 году во время Пражской весны, городской суд Праги снял все предъявленные в 1948—1949 годах обвинения в отношении Кутлвашера, однако не реабилитировал генерала. 

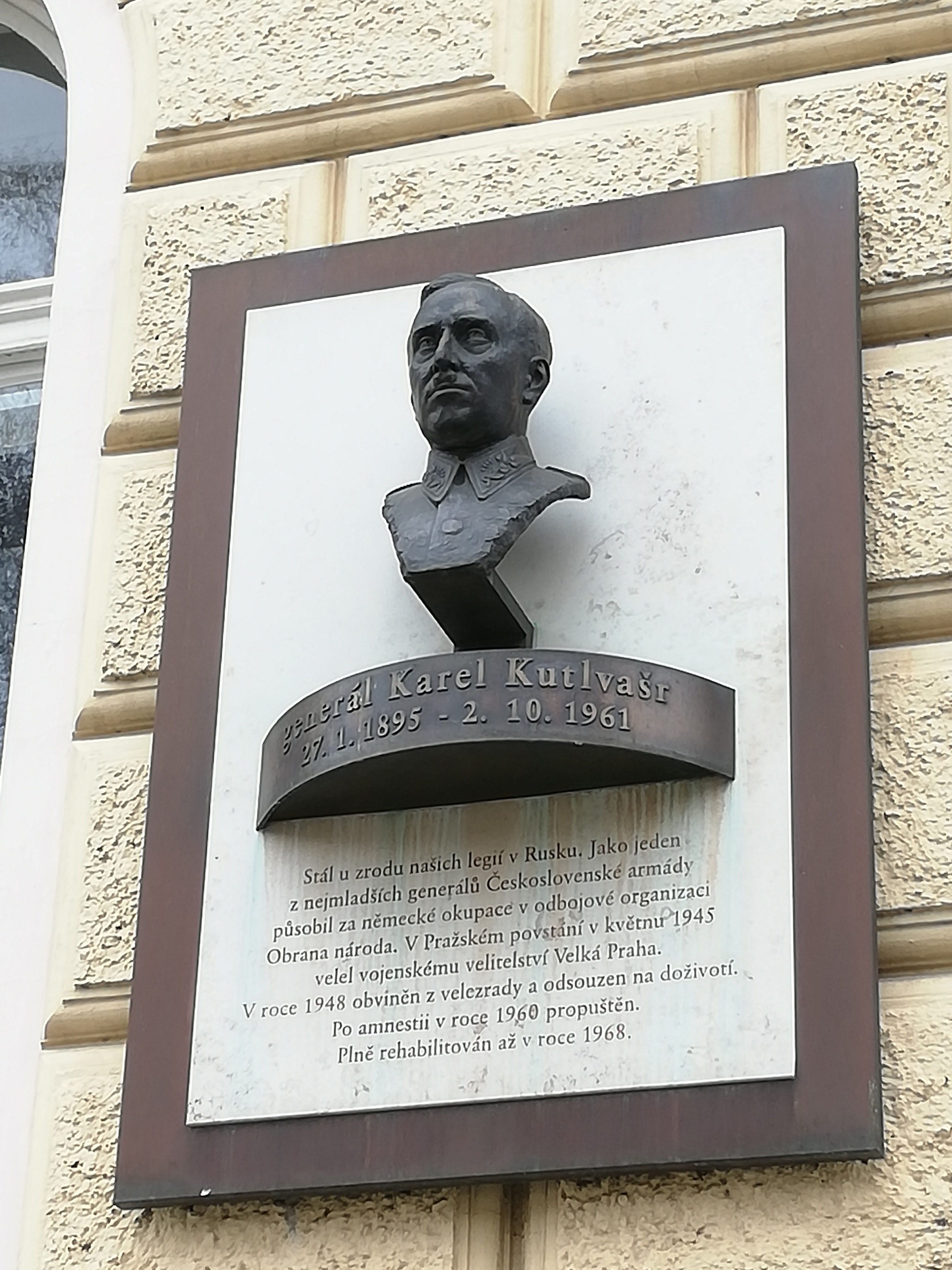
Мемориальная доска с бюстом генерала Кутлвашера на площади генерала Кутлвашера в Праге-Нусле

Полная реабилитация прошла после Бархатной революции в ноябре 1989 года, Кутлвашер был произведён в генералы армии посмертно и был награжден президентом Вацлавом Гавелом орденом Милана Растислава Штефаника 2 степени.
28 октября 2017 года, президент Милош Земан наградил военным орденом Белого Льва I степени за исключительные заслуги в деле обороны и безопасности государства.
- Мемориальная доска на его родном доме в Михаловице
- Бюст и мемориальная доска на здании Муниципального управления Праги 4 – Нусельской ратуши[14]
- «Площадь генерала Кутлвашера» в районе Нусле, Прага 4
- Мемориальная доска перед домом, где он жил во время своего пребывания в Хомутове.